# Quinault

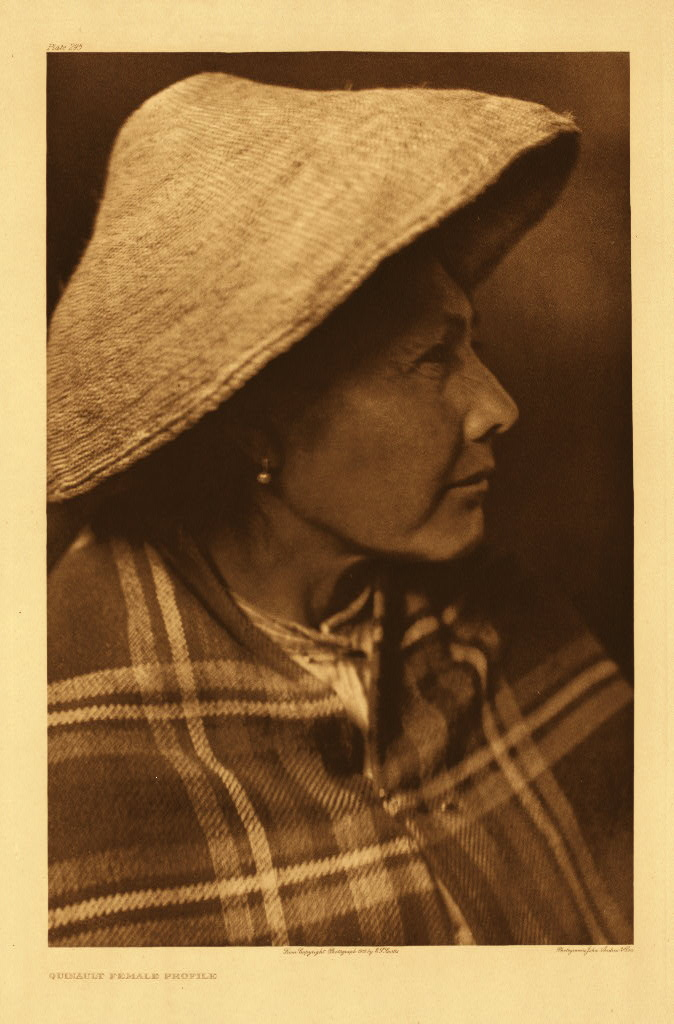
Mujer quinault por Edward S. Curtis, 1913.

Los Quinault son una tribu amerindia, hablan la lengua Quinault que forma parte de la familia Salish, y mantiene lazos con algunas tribus, entre ellas los Chinook.

## Localización
Se encuentran en Coast Range y Mt Olympic (Washington), pero desde el año 1856 han estado alojados en la reserva de Taholah (Gray Harbor, Washington), que contiene 189,621 acres y 824 habitantes (93.20% amerindios).

## Demografía
En el siglo XVIII había unos 1.500. En el año 1960 la cifra descendió a 1.293 individuos, y aumentaron hasta 2.300 en 1990, pero solamente había 10 hablantes. Según el censo de EUA en el 2000, había 3.156 individuos registrados. Según información de la BIA en el 1995, constaban 2.502 individuos registrados.

## Costumbres
Sus costumbres son muy parecidas a las de las otras tribus de la cultura del Noroeste (haida, nootka, kwakiutl) y a las tribus salish de Puget Sound.

## Historia
El primer contacto con los blancos de la zona de Sound Puget se produce sobre el año 1774, mediante exploradores españoles y rusos, en 1788 fueron visitados por James Cook y en el 1805 por Lewis y Clark. En 1856 firmaron el Tratado de Quinault River por el cual fueron internados en su reserva actual. Muchos se unieron a la Indian Shaker Church. En 1916 se crea la North West Federation of American Indians, por el quinault Thomas G. Bishop, que agrupó 40 tribus para alcanzar las reservas prometidas. En 1921 organizaron una protesta por el incumplimiento del Tratado de Point Elliot, y reclamaron 150.000 $. El 12 de enero de 1925 las tribus de Puget Sound obtuvieron una ley para compensarlos del gobierno federal por el incumplimiento de los tratados. El 9 de febrero de 1954 se construye el Inter Tribal Council of West Washington, formado por diez tribus (tulalip, skokomish, snohomish, snoqualmie, quinault, makah, samish, lummi y swinomish), presidido por Wilfred Steve. En el caso State vs. Satiakum (1957) se afirma que el Tratado de Medicine Creek era ley suprema en tierras y derechos de pesca de los indios. Las movilizaciones las dirigieron 
los quinault Joe Delacruz y James Jackson.